# Touch My Body
„Touch My Body” (în limba română: „Atinge-mi corpul”) este un cântec al interpretei americane Mariah Carey. Acesta a fost compus de Tricky Stewart, The Dream și Carey, fiind inclus pe cel de-al unsprezecelea material discografic de studio al artistei, E=MC². Piesa a fost lansată ca primul extras pe single al albumului pe data de 12 februarie 2008.
Înregistrarea a ajutat-o pe cântăreață să intre în istorie, Carey devenind interpreta cu cele mai multe hituri clasate pe locul 1 în Billboard Hot 100, respectiv, optsprezece. „Touch My Body” a devenit cel mai bine vândut cântec de pe discul E=MC², ocupând poziții de top 10 în țări precum Austria, Canada, Elveția, Germania, Noua Zeelandă sau Regatul Unit.

## Informații generale
Cântecul a fost desemnat primul single al albumului prin vot, într-o ședință ce a avut loc în interiorul case de discuri Island Records. Carey susține faptul că cei prezenți au ales „Touch My Body” deoarece „toată lumea iubește piesa pentru că este amuzantă, drăguță, sexy și dulce”.
Ulterior, înregistrarea a fost transmisă posturilor de radio pentru a avea premier ape data de 12 februarie 2008 la ora 6:30 pm. Cu toate acestea, cântecul a debutat mai repede, la ora 2:20 pm la postul de radio din Chicago, WBBM FM. La doar cinci ore de la premieră, șaizeci și cinci de posturi de radio au transmis „Touch My Body” ascultătorilor. Discul single a fost lansat în S.U.A. pe data de 24 martie 2008 și șapte zile mai târziu în Regatul Unit.
Artista a promovat cântecul în cadrul unor spectacole precum Saturday Night Live, The Hills, Jimmy Kimmel Live!, Good Morning America sau la gala premiilor Teen Choise. De asemenea, pentru a spori difuzările la posturile de radio, Carey a înregistrat o serie de remixuri.

## Structura muzicală și versuri
Piesa „Touch My Body” este scrisă într-o tonalitate majoră, încadrându-se în genul rhythm and blues. Instrumentele folosite de-a lungul procesului de compunere au constat în pian și chitară, sunetele acestora fiind combinate de-a lungul procesului. În linia melodică nu sunt folosite secțiuni instrumentale prea lungi, ritmul melodiei vocale conținând doar câteva sincope. De asemenea, în cântec se folosește doar un acord pe spații mari, apelându-se și la frazarea melodică repetitivă a vocii.
Textul cântecului „Touch My Body” vorbește despre o aventură amoroasă secretă. În această relație discreția este foarte importantă, Carey interpretând: „Dacă e o cameră de filmat aici ar fi bine să nu găsesc această captură pe Youtube/ Căci dacă începi să vorbești despre acest rendez-vous secret, te voi vâna/ Căci ei vor veni la mine ca la un interviu cu Wendy/ Dar asta e în privat, doar între noi”.

## Recenzii
Percepția criticilor asupra cântecului a fost în general pozitivă. Billboard oferă piesei „Touch My Body” o recenzie favorabilă, susținând faptul că „această înregistrare senzuală o reprezintă 100% pe Mariah, compus din armonii satisfăcătoare, oh-uri de acompaniament atrăgătoare, versuri supersonice și un refren molipsitor precum o răceală iarna”. Revista Blender a împărtășit această părere, afirmând că „este o piesă pop genială, realizată de un geniu pop”. Newsday a numit „Touch My Body” cântecul săptămâni, în momentul publicării recenziei, comentând și faptul că „este cel mai bun prim single pe care ea l-a avut [Mariah Carey] de la «Heartbreaker»”. De asemenea, Bill Lamb de la About.com a oferit discului patru puncte dintr-un total de cinci în recenzia realizată. Margeaux Watson de la Entertainment Weekly a catalogat „Touch My Body” ca fiind „un hit obraznic”. Alte recenzii pozitive provin și din partea unor publicații precum Allmusic, Boston Globe, Digital Spy, The Guardian sau Yahoo! Music.
Alți recenzori s-au declarat mai puțin încântați. UK Mix oferă discului doar două puncte dintr-un total de cinci, comentând: „Mariah Carey se întoarce cu primul single de pe viitorul său album E=MC². [...] Cu siguranță nu este una dintre binecunoscutele sale balade, nu este una dintre colaborările sale R&B/Hip-hop și vocea sa remarcabilă nu este aproape deloc evidentă. «Touch My Body» este o piesă pop pufoasă înconjurată de o producție mediocră. Are un anumit nivel de atracție pe care îl dobândește după câteva ascultări, dar nu va rămâne în amintirile noastre ca unul dintre cele mai bune momente ale sale”. Sal Cinquemani de la revista Slant declară următoarele: „nu este chiar plin de energie și combustibil și se confruntă cu lipsa de accelerație puternică ce a acompaniat [«]Întoarcerea Vocii[»] acum trei ani, dar toate acestea sunt caracteristicile unui cântec contemporan al lui Mariah”. Publicația Rolling Stone oferă piesei trei puncte și jumătate în ediția sa din 6 martie 2008, afirmând: „Acest single extrem de deocheat eclipsează vocea puternică a lui Mariahîn favoarea acestei compoziții genercice, digitizate a cărui interpretare face respirația grea [fiind] o piesă compusă în principal din sunete de sintetizator și lovituri din degete”.

## Videoclip

Mariah Carey alături de actorul Jack McBrayer în videoclipul piesei „Touch My Body”. Imaginile prezintă trei dintre fanteziile pe care și le închipuie angajatul ce vizitează reședința lui Carey, întregul produs fiind construit în jurul acestor lucruri.

Materialul a fost realizat cu ajutorul regizorului Brett Ratner, cu care artista a mai colaborat la filmările videoclipurilor „I Still Believe”, „Heartbreaker”, „Thank God I Found You”, „It's Like That” și „We Belong Toghader”. Într-un interviu oferit site-ului AllHipHop.com, Ratner a declarat următoarele: „Mariah este impresionantă din punct de vedere muzical și nu a arătat niciodată mai bine [...] Acesta este cel de-al șaselea videoclip la care am colaborat și este cu siguranță cel mai bun din punct de vedere vizual și de asemenea, muzical. Videoclipul pentru «Touch My Body» este combinația perfectă între fantezie și comedie, Mariah arătând mai frumoasă ca niciodată”. Producția îl prezintă ca invitat special pe actorul Jack McBrayer, cunoscut pentru rolul său în comedia 30 Rock, un spectacol al cărui fan este și Mariah Carey. În timpul filmărilor actorul a lovit-o accidental pe Carey în față cu un disc zburător. Premiera a avut loc pe data de 27 februarie 2008 în cadrul emisiunilor Total Request Live (de pe MTV) și 106 & Park (de pe BET). Materialul a fost postat și pe website-ul oficial al casei de discuri Island Records și a urcat în fruntea clasamentului Billboard Hot Videoclip Tracks.
Videoclipul începe odată cu sosirea unui angajat al firmei fictive CompuNerd la reședința lui Carey. Acesta este surprins de faptul că o întâlnește pe cântăreață și devine extrem de interesat de persoana ei. În timp ce artista își scoate halatul și rămâne în lenjerie intimă, angajatul începe să își închipuie o serie de fantezii cu interpreta. Printre acestea se numără o luptă cu perne, o plimbare alături de un unicorn, o cină sau participarea celor doi la un picnic. Clipul se încheie în momentul în care Carey îl trezește pe vizitatorul său din lumea fanteziilor. Până în momentul de față, videoclipul postat pe website-ul Youtube de către Universal Music Group a strâns aproximativ douăzeci și nouă de milioane de vizionări.

## Lista cântecelor
| Nr.                                          | Titlu                                        | Durată |
| -------------------------------------------- | -------------------------------------------- | ------ |
| Disc digital distribuit prin iTunes (S.U.A.) |                                              |        |
| 1.                                           | „Touch My Body”                              | 3:25   |
| Disc single distribuit în Australia          |                                              |        |
| 1.                                           | „Touch My Body”                              | 3:25   |
| 2.                                           | „Touch My Body” [în colaborare cu The-Dream] | 3:32   |
| 3.                                           | „Touch My Body” [remix de Seamus Haji]       | 9:48   |
| 3.                                           | „Touch My Body” [videoclip]                  | 4:27   |

| Nr.                                    | Titlu                                        | Durată |
| -------------------------------------- | -------------------------------------------- | ------ |
| Disc single distribuit în Regatul Unit |                                              |        |
| 1.                                     | „Touch My Body” [Editare radio]              | 3:25   |
| 2.                                     | „Touch My Body” [negativ]                    | 3:25   |
| Disc single distribuit în Japonia      |                                              |        |
| 1.                                     | „Touch My Body”                              | 3:25   |
| 2.                                     | „Touch My Body” [în colaborare cu The-Dream] | 3:32   |
| 3.                                     | „Touch My Body” [remix de Seamus Haji]       | 9:48   |

## Personal
- Voce: Mariah Carey;
- Producători: Christopher Tricky Stewart, Teius Nash (The Dream), Mariah Carey;
- Textieri: Mariah Carey, Christopher Tricky Stewart, Teius Nash (The Dream), Crystal Johnson;
- Înregistrat de: Brian Garten și Kuk Harrell la Triangle Sound Studios (din Atlanta) și Legacy Studios (din New York);
- Înregistrări adiționale de: Kelly Sheehan
- Compilat de: Dave Pensado și Jaycen Joshua la Larrabee Studios North (din Universal City);
- Voce de acompaniament: Mariah Carey.

Sursa:

## Recorduri stabilite și premii
Videoclipul a primit o nominalizare la Video Music Awards 2008 la categoria „Cel mai bun videoclip feminin”, însă premiul a fost câștigat de interpreta Britney Spears. De asemenea, Carey a mai înregistrat o nominalizare la gala BET Awards din același an, la categoria „Cel mai bun videoclip comic”.
Grație discului „Touch My Body”, Mariah Carey a intrat în istorie, devenind artistul independent cu cele mai multe hituri clasate pe locul 1 în Billboard Hot 100. În clasamentul artiștilor cu cele mai multe piese ce au obținut prima poziție în clasamentul american, interpreta se află pe locul secund, după formația The Beatles. Pentru aceste reușite, Carey a fost răsplătită cu două premii speciale din partea American Music Awards și World Music Awards în anul 2008. De asemenea, Carey este artista care a staționat cele mai multe săptămâni în fruntea topului Billboard Hot 100, respectiv, șaptezeci și nouă.

## Prezența în clasamente

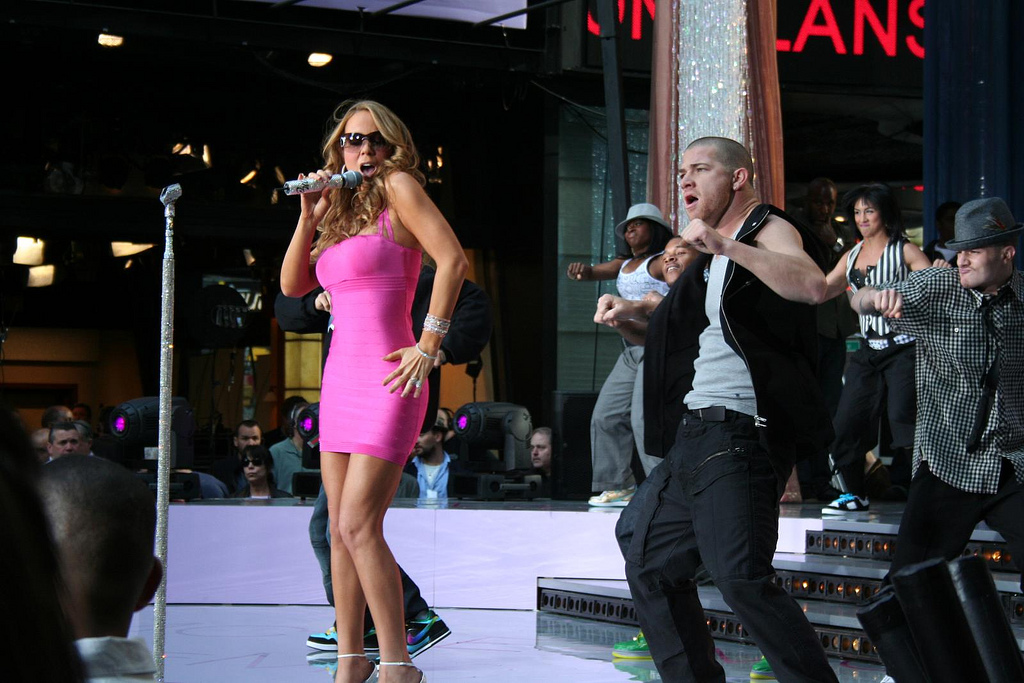
Carey și dansatorii ei interpretând „Touch My Body” la Good Morning America, pe 25 aprilie 2008

La doar o zi de la premiera la posturile de radio din S.U.A. „Touch My Body” a intrat în clasamentul Billboard Hot R&B/Hip-Hop Songs pe locul 78. Câteva săptămâni mai târziu acesta a ocupat locul 2. În Billboard Hot 100, cântecul a intrat în top pe locul 57, fiind cel mai bun debut al acelei săptămâni. Piesa a devenit cel de-al optsprezecelea hit al artiste ce ocupă locul 1 în lista americană, lucru reușit în urma lansării discului single în format digital. „Touch My Body” s-a comercializat în peste 286.000 de exemplare în prima săptămână, stabilind un record pentru acea dată și facilitând urcarea în clasamente. În prezent distincția este deținută de Britney Spears și șlagărul său „Womanizer”, acesta depășind recordul stabilit de Carey cu doar 200 de exemplare. În Canada piesa a debutat pe locul 97 și s-a poziționat pe locul secund câteva săptămâni mai târziu. Până în momentul de față, versiunea originală și remixurile cântecului „Touch My Body” s-au comercializat în peste 1.360.000 de exemplare pe teritoriul Statelor Unite ale Americii.
În Oceania, „Touch My Body” a activat notabil în Australia și Noua Zeelandă. În prima regiune cântecul a obținut locul 17, în timp ce în cea din urmă țară a câștigat poziția cu numărul 3.
La nivel european înregistrarea s-a bucurat de un succes similar, ocupând locul 3 în European Hot 100 în cea de-a două săptămână. „Touch My Body” a obținut clasări de top 10 în țările vorbitoare de limbă germană fiind unul dintre cele mai mari hituri ale lui Carey în această regiune, cea mai bună poziționare fiind înregistrată în Elveția (locul 3). În Austria și Germania a câștigat treapta cu numărul 10 și, respectiv, 7. În primele două regiuni a devenit cel de-al treilea cel mai bine clasat disc single al artistei, în timp ce în Germania o clasare superioară a fost obținută doar de șlagărul „Without You”. Compoziția a urcat și în listele primelor zece hituri din țări precum Bulgaria, Cehia, Grecia, Italia, Norvegia, Regatul Unit, Slovacia sau Turcia. În România, discul a atins poziția cu numărul 21, fiind cel mai bine clasat cântec al lui Carey de la „I Know What You Want”, colaborarea sa cu Busta Rhymes care a câștigat locul 1.

## Clasamente
| Clasament                      | Poziția maximă | Referință     |
| ------------------------------ | -------------- | ------------- |
| Australian Singles Chart       | 17             | [ 61 ]        |
| Austria Singles Chart          | 10             | [ 65 ]        |
| Belgia Singles Chart (Flandra) | 14             | [ 80 ]        |
| Belgia Singles Chart (Valonia) | 33             | [ 80 ]        |
| Brasil Hot 100                 | 1              | [ 81 ] [ 82 ] |
| Bulgaria Singles Chart         | 5              | [ 70 ]        |
| Canadian Hot 100               | 2              | [ 59 ]        |
| Czech Republic Singles Chart   | 19             | [ 83 ]        |
| Croatia Singles Chart          | 1              | [ 71 ]        |
| Denmark Singles Chart          | 20             | [ 80 ]        |
| Dutch Top 40                   | 14             | [ 5 ]         |
| Ecuador Airplay Chart          | 9              | [ 84 ]        |
| France Singles Chart           | 16             | [ 80 ]        |
| European Hot 100               | 3              | [ 63 ]        |
| Hungary Singles Chart          | 19             | [ 85 ]        |
| Germany Singles Chart          | 7              | [ 66 ]        |
| Greece Singles Chart           | 9              | [ 72 ]        |
| India Singles Chart            | 4              | [ 86 ]        |
| Italy Singles Chart            | 5              | [ 73 ]        |
| Irish Singles Chart            | 13             | [ 5 ]         |
| Japan Singles Chart            | 4              | [ 87 ]        |

| Clasament                          | Poziția maximă | Referință     |
| ---------------------------------- | -------------- | ------------- |
| Norwegia Singles Chart             | 10             | [ 74 ]        |
| New Zealand Singles Chart          | 3              | [ 62 ]        |
| New Zealand Airplay Chart          | 11             | [ 88 ]        |
| Philippines Singles Chart          | 1              | [ 89 ]        |
| Poland Singles Chart               | 14             | [ 90 ]        |
| Portugal Singles Chart             | 11             | [ 5 ]         |
| Romanian Singles Chart             | 21             | [ 78 ]        |
| Slovakia Singles Chart             | 8              | [ 76 ]        |
| Swedish Singles Chart              | 14             | [ 80 ]        |
| Swiss Singles Chart                | 3              | [ 64 ]        |
| Taiwan Singles Chart               | 2              | [ 91 ]        |
| Thailand Singles Chart             | 7              | [ 92 ]        |
| Turkey Top 20 Chart                | 6              | [ 77 ]        |
| UK Singles Chart                   | 5              | [ 75 ]        |
| UK R&B Chart                       | 1              | [ 93 ]        |
| UK Airplay Chart                   | 13             | [ 94 ]        |
| U.S. Billboard Hot 100             | 1              | [ 55 ]        |
| U.S. Billboard Hot R&B Songs       | 2              | [ 53 ]        |
| U.S. Billboard Digital Songs       | 1              | [ 56 ]        |
| U.S. Billboard Hot Dance Club Play | 1              | [ 95 ]        |
| United World Chart                 | 2              | [ 96 ] [ 97 ] |

| Țara         | Data              | Format              | Notă   |
| ------------ | ----------------- | ------------------- | ------ |
| S.U.A.       | 12 februarie 2008 | Lansare radio       | [ 1 ]  |
| S.U.A.       | 24 martie 2008    | Descărcare digitală | [ 10 ] |
| Regatul Unit | 30 martie 2008    | Descărcare digitală | [ 98 ] |
| Regatul Unit | 31 martie 2008    | Disc single         | [ 11 ] |
| Japonia      | 2 aprilie 2008    | Disc single         | [ 47 ] |

| Țara   | Vânzări/ puncte | Certificare     | Referință       |
| ------ | --------------- | --------------- | --------------- |
| S.U.A. | +1.360.000      | Disc de platină | [ 60 ] [ 99 ]   |
| U.W.C. | 3.362.000       | Disc de platină | [ 100 ] [ 101 ] |